# Vermosh
Vermosh (albanisch auch Vermoshi) ist das nördlichste Dorf Albaniens, Teil der Region Kelmend in der Gemeinde Malësia e Madhe im Qark Shkodra.

## Geographie
Das Dorf liegt abgeschieden in den Bergen Nordalbaniens, durch zwei Gebirgspässe vom Rest des Landes getrennt, auf rund 1050–1100 m ü. A. am nördlichen Rand des Prokletijes. Das Gebiet ist auf drei Seiten von Montenegro umgeben. Jenseits der Grenze im Osten liegen die zum Teil ebenfalls zu einem großen Teil von Albanern bewohnten Orte Plav und Gusinje.

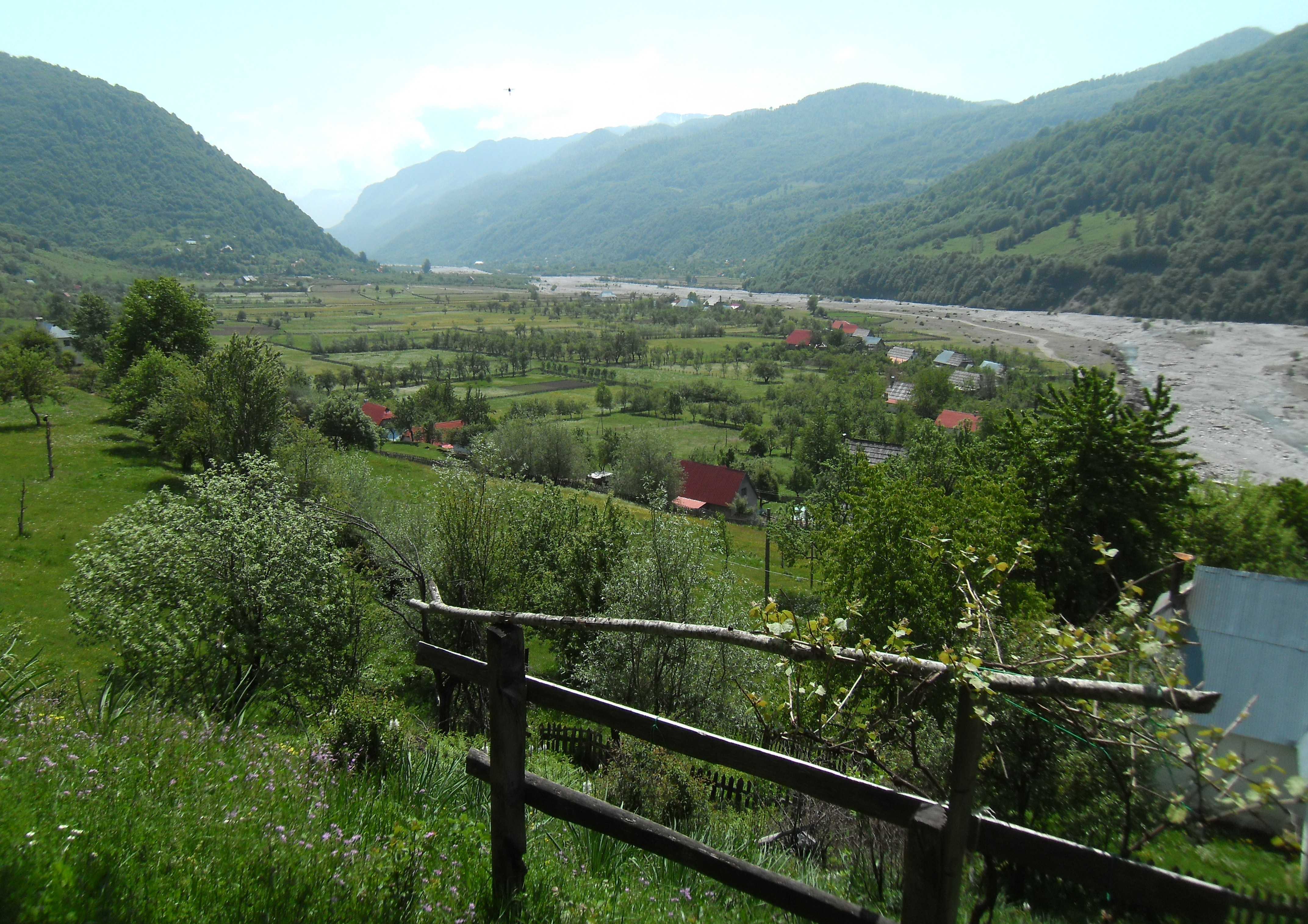
Der breite Talboden des Vermosh-Tals

Der Vermosh-Fluss (albanisch Lumi i Vermoshit) durchfließt das Tal von West nach Ost. Er entspringt westlich des Dorfes in einem unbewohnten Talabschnitt auf montenegrinischem Gebiet und überquert kurz darauf die Grenze zu Albanien. Nach rund elf Kilometern erreicht er wieder Montenegro. Jenseits der Grenze wird er, nachdem er den Plav-See durchflossen hat, zum Lim. Das Gebiet von Vermosh ist die einzige Region Albaniens, die zum Schwarzen Meer hin entwässert wird.
Das Dorf ist eine Streusiedlung, die sich über viele Kilometer entlang des flachen Flussbetts des Vermosh-Flusses zieht. Die verschiedenen Ortsteile heißen Pjetroja (auch als Qendra bezeichnet, „das Zentrum“), Velan, Bashkim, Velipoja und Maliaj. Auch das über sieben Kilometer entfernt südöstlich in einem Seitental gelegene Dorf Lepusha (1260 m ü. A.) am Qafa e Bordolecit wird oft zu Vermosh gezählt.
Ein weiteres Tal nördlich von Vermosh, das ebenfalls zu Albanien gehört, ist abgesehen von ein paar Sommerweiden unbewohnt. Früher war das Tal von Seferça und Smutiroga abgeriegelt; nur Militär bewegte sich hier. Der nördliche Abschluss dieses Tals, die Maja e Zhihovës (2174 m ü. A.), ist der nördlichste Punkt Albaniens bei 42° 39′ 43,6″ N, 19° 43′ 22,7″ O. Weitere hohe Berge sind die Maja Jezhidalit wenig westlich (2183 m ü. A.), die Maja e Marlulës (2186 m ü. A.) und die Maja e Madhe (2195 m ü. A.), die zusammen mit der Maja e Bojës (1934 m ü. A.) den nördlichen Abschluss des Valbonatals in der westlichen Verlängerung des Visitor bilden. Auf der Südseite der Valbona bildet der Greben (1840 m ü. A.) den Talabschluss. Das Lepusha-Tal steigt auf der Ostseite steil zum Trojan (2194 m ü. A.) auf. Südlich von Lepusha liegen die höchsten Gipfel der Bjeshkët e Nemuna, die über 2500 Meter hoch sind.
Das Vermosh-Tal ist geprägt von viel Wald, vor allem auf Höhen zwischen 1500 und 1800 Metern. Von den rund 36 Quadratkilometern sind etwa 26 Quadratkilometer Wald, darunter vor allem Buchen und Kiefern – und nicht ganz sieben Quadratkilometer Weideflächen. In der Region kommen 30 verschiedene, endemische Heilpflanzen und -kräuter vor.
Die Täler von Vermosh und Lepusha wurden glazial geformt. Ein enger Taleinschnitt zwischen den Bergen Trojan und Greben liegt am Ende des Lepusha-Tals, das im östlichen Teil des Vermosh-Tals von Süden einmündet. Der Vermosh-Fluss bildet kurz vor der Grenze eine weitere kleine Schlucht. Beim Grenzübergang liegt der tiefste Punkt Vermoshs auf 940 m ü. A.
Die Region von Vermosh und Lepusha gehört zum 2022 geschaffenen Nationalpark Alpen Albaniens.
Das Klima ist stark alpin geprägt. Die Durchschnittstemperatur im Januar beträgt −3 °C. Es werden rund 100 Tage mit Schnee verzeichnet. Im Juli steigt die Durchschnittstemperatur auf 16,1 °C. Mit 2012 Millimetern gehört Vermosh zu den eher niederschlagsreichen Regionen Albaniens.

## Verkehr

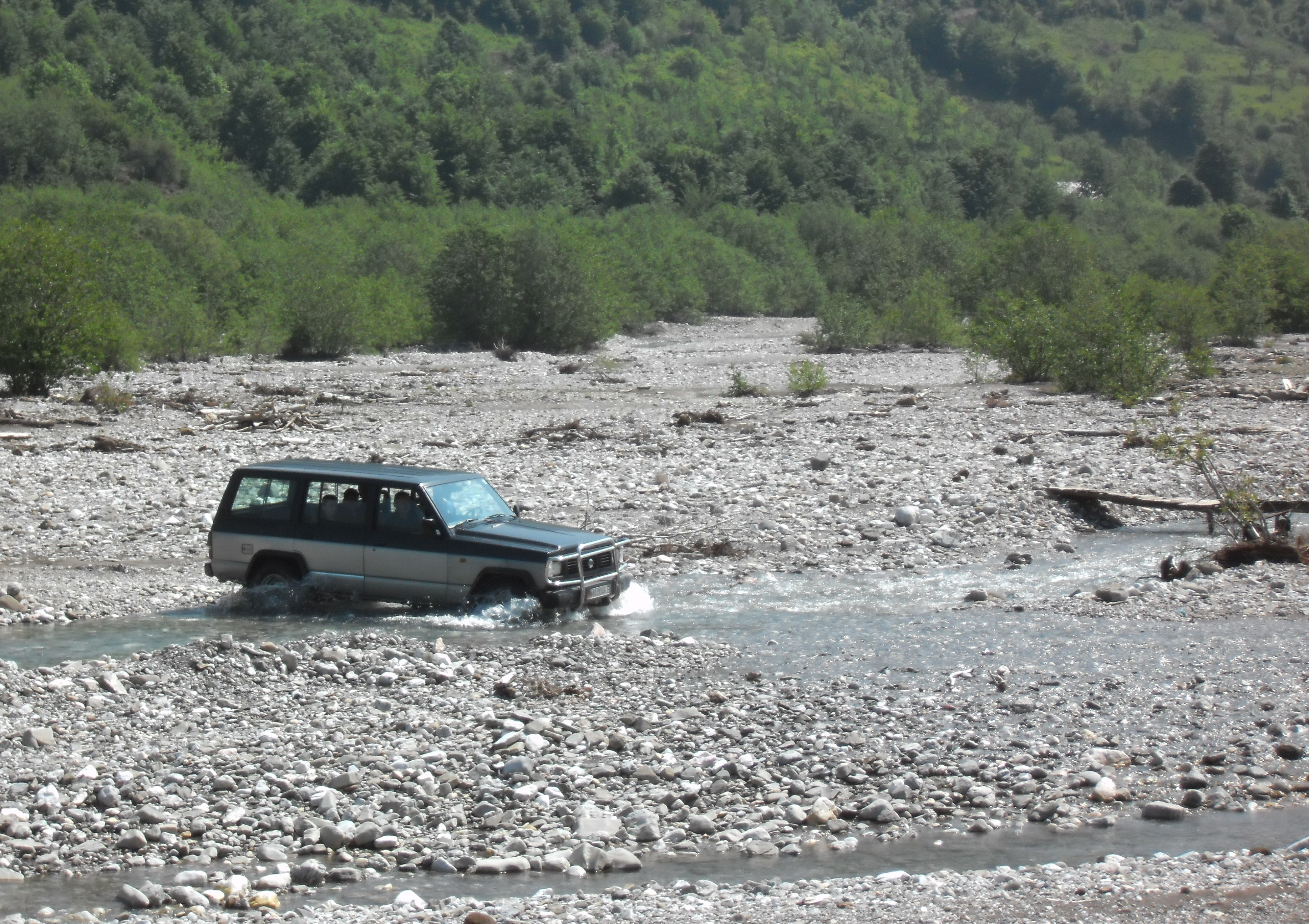
Flussdurchquerung mangels Brücke im oberen Dorfteil

Die Grenze nach Montenegro, der natürliche Talausgang, war ab 1948 über Jahrzehnte geschlossen. Erst im Sommer 2003 eröffnete ein kleiner Grenzübergang. Heute stehen die Bewohner von Vermosh wieder in regem Austausch mit den Einwohnern in Montenegro, wie das auch früher üblich war.
Auf albanischer Seite war Vermosh lange nur sehr schwer zu erreichen. Die rund 70 Kilometer lange Straße von Han i Hotit am Shkodrasee erklimmt einen ersten Pass und windet sich dann in vielen Spitzkehren in die Schlucht des Cem-Tals hinunter. In der Folge passiert sie Tamara, den Hauptort der Region Kelmend, und das Dorf Selca und folgt dem Talverlauf bis zum Pass Qafa e Bordolecit (1355 m ü. A.). Kurz vor Vermosh führt die Straße durch eine weitere Schlucht, um dann dem Vermosh-Tal bis zum Dorf hoch zu folgen. Im Winter ist die Straße wegen des vielen Schnees oft monatelang unpassierbar.
Die Straße nach Vermosh ist erst seit 2016 asphaltiert.
Im Sommer stellen Sammeltaxis den Transport der Bewohner ins rund 100 Kilometer entfernte Shkodra sicher.

## Wirtschaft und Infrastruktur

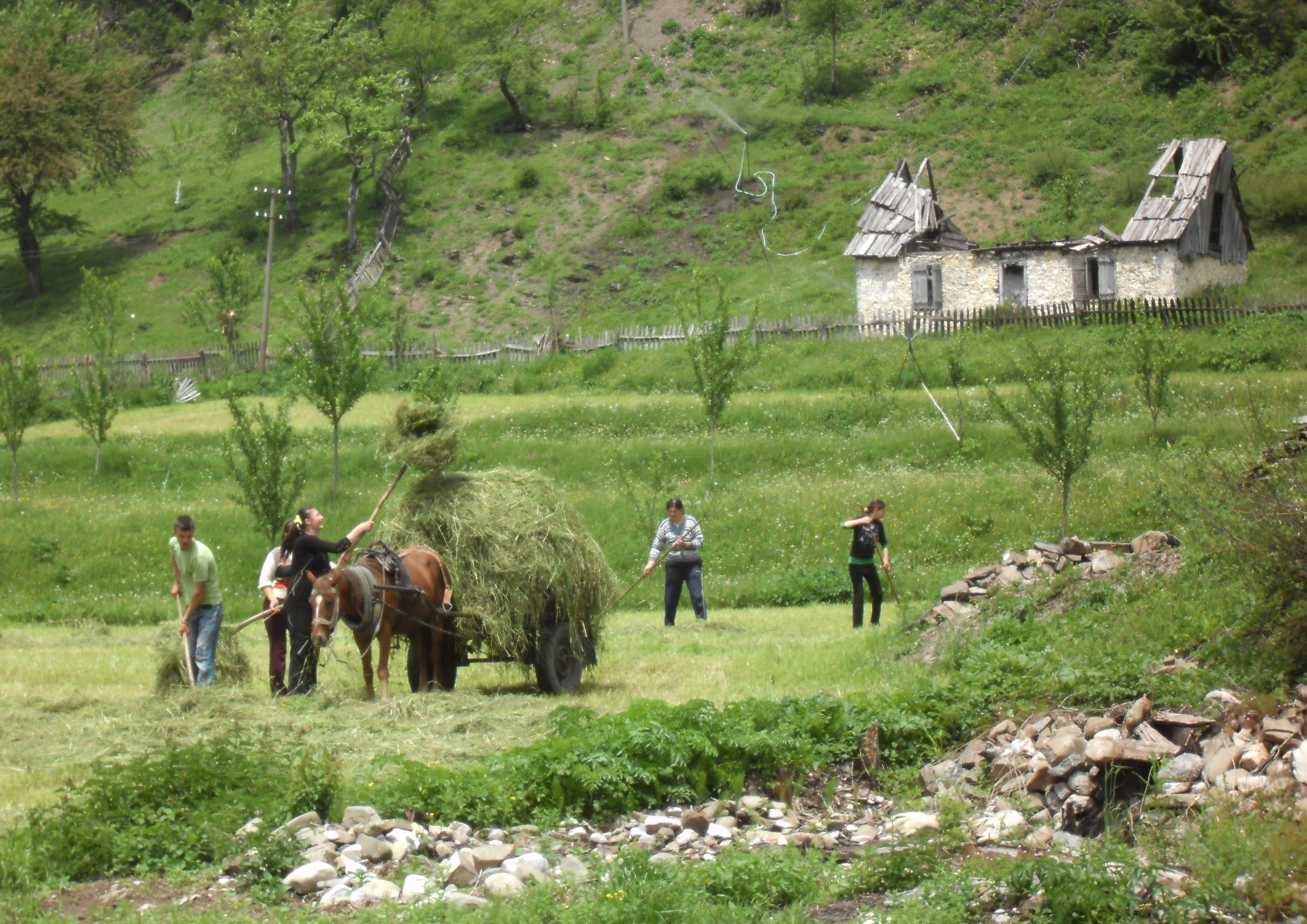
Heu-Ernte in Vermosh

Die Bewohner Vermoshs leben mehrheitlich als Bauern. Das Vieh, nebst Kühen vor allem Schafe, wird im Sommer zum Teil auf Alpweiden getrieben. Auf etwas mehr als 100 Hektar Land wird Ackerbau betrieben. Auch Forstwirtschaft wird – oft illegal – betrieben.
Seit einigen Jahren stehen für Touristen, die die abgeschiedene Bergwelt als Wanderer, mit dem Auto oder mit dem Rad erkunden wollen, in vielen Häusern Gästezimmer zur Verfügung.
Es gibt im Dorf eine Grundschule, ein kleines Gesundheitszentrum, einige Bars und Läden sowie eine Kirche.

## Geschichte und Kultur

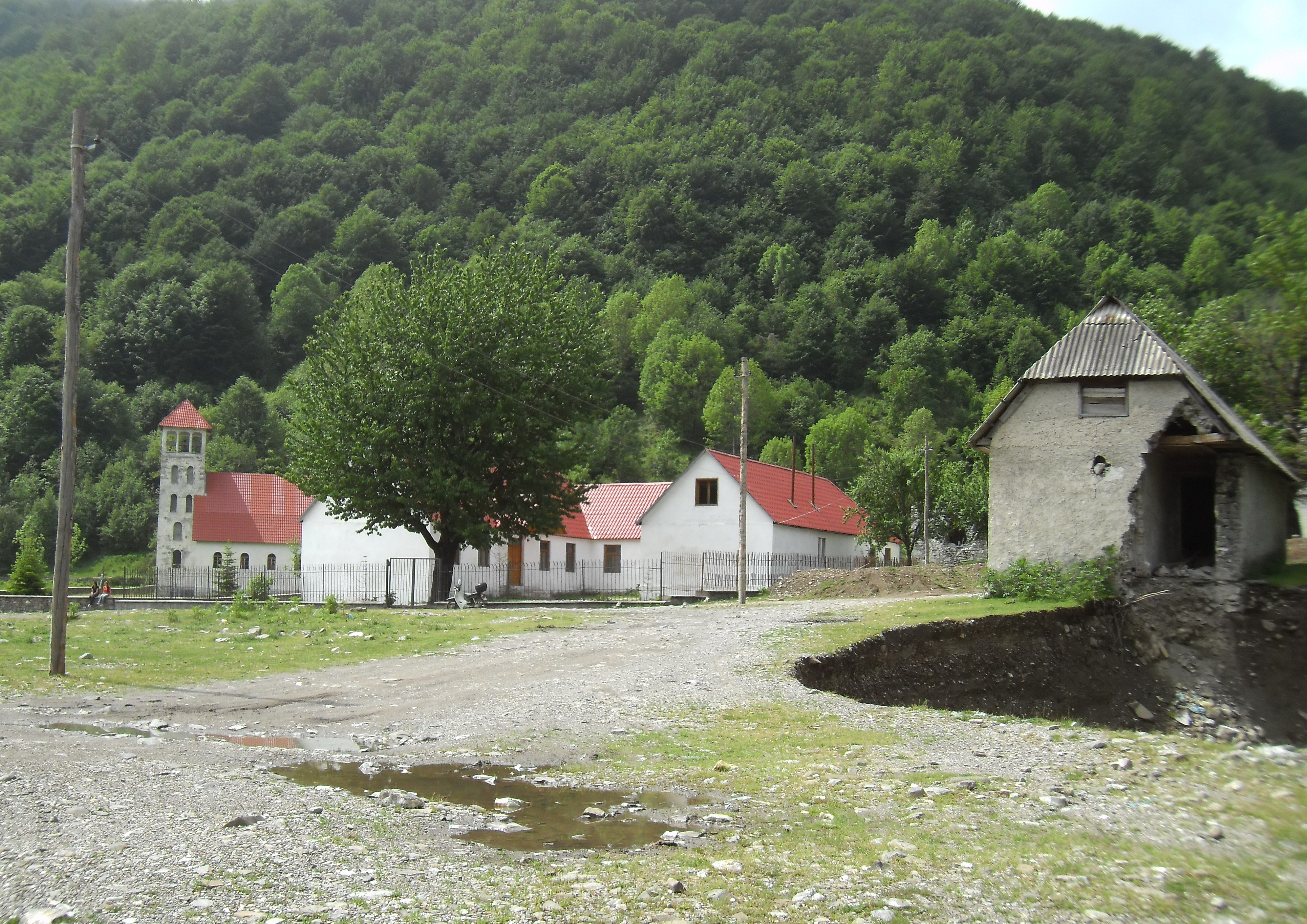
Kirche und umliegende Häuser

Der Ortsname ist romanischer Herkunft: Vermosh geht zurück auf ein früheres, rekonstruiertes Formosa (weibliche Form von lateinisch formosus „schön“, wörtlich „die Schöne“). Verwandte Wörter in anderen Sprachen sind rumänisch frumos oder italienisch formoso. Der Wandel von s zu sh [ʃ] ist in einem Lautwandel des Albanischen begründet.
Vermosh wurde erst im Verlauf des 19. Jahrhunderts dichter besiedelt. Die Bewohner kamen aus Selca im Tal des Cem oder sogar aus den Küstengebieten von Lezha. Das Dorf Lepusha, das höher liegt, wurde noch später besiedelt.
Die Bewohner sind traditionell katholisch. Franziskaner kümmerten sich lange um die Seelsorge und sind auch heute wieder im Tal aktiv. Am 29. Juni wird als wichtiges Fest Johannes des Täufers gedacht.
Die staatliche Zugehörigkeit der Region nördlich des Prokletijes war lange umstritten, als das Osmanische Reich ab Mitte des 19. Jahrhunderts begann auseinanderzubrechen. Bereits 1878 auf dem Berliner Kongress wurden Plav und Umgebung Montenegro zugesprochen. Der Widerstand der lokalen Bevölkerung und der Liga von Prizren verhinderten dies aber. Im Frieden von London, der 1913 die Balkankriege beendete, gingen Plav und Gusinje endgültig an Montenegro. Nach der Gründung des albanischen Staats 1912 blieb die Zugehörigkeit von Vermosh noch lange umstritten. Wie eine Spitze bohrt sich die Region tief in montenegrinisches Gebiet. Während und nach dem Ersten Weltkrieg wurde das Tal wiederholt von montenegrinischen und serbischen respektive später jugoslawischen Truppen besetzt. Als 1926 die Grenze endgültig festgelegt wurde, vereinbarten Albanien und Jugoslawien, dass die Bewohner von Plav und Podgorica das Recht hätten, den direkten Weg über Vermosh zwischen diesen Orten zu nutzen.
1932 wurde die erste Schule Kelmends in Vermosh eröffnet.
Als die deutschen Besatzer 1944 Albanien verließen, kämpften die Leute von Kelmend gegen die Kommunisten. Im sozialistischen Albanien war Kelmend eine vernachlässigte, sehr abgeschiedene Gegend. Die Grenzen wurden geschlossen. Eine Straßenverbindung über den Rapsh-Pass nach Kelmend existiert erst seit 1968; Vermosh wurde 1973 erstmals von einem Bus angefahren. Viele Menschen wurden ermordet, andere versuchten zu fliehen, was nicht allen gelang. Nachdem die Sicherheitsbehörden am 14. Juni 1990 den 17-jährigen Pëllumb Pëllumbaj aus Vermosh, der versucht hatte, aus Albanien zu fliehen, umgebracht hatten, löste dies zwei Tage später erste antikommunistische Demonstrationen in Shkodra aus.
1998 lebten in Vermosh 1430 Menschen, in Lepusha 495.